# جعفر نامدار
جعفر نامدار (بالفارسية: جعفر نامدار)، من مواليد 2 يوليو 1934م، وتوفي بتاريخ 1 يناير 2014م بولاية كاليفورنيا الأمريكية، وهو حكم دولي إيراني سابق، شارك في عدة بطولات كحكم للمباراة وهي كأس العالم 1974م في ألمانيا الغربية وكأس العالم 1978 في الأرجنتين ودورة الألعاب الآسيوية 1958.

## روابط خارجية
- جعفر نامدار على موقع Soccerway.com (الإنجليزية)
- جعفر نامدار على موقع أوليمبيديا (الإنجليزية)